# Глезарова, Майя Самуиловна
Майя Самуиловна Глезарова (10 декабря 1924, Москва — 16 июля 2017, Москва) — советская и российская скрипачка и музыкальный педагог. Заслуженный деятель искусств Российской Федерации.

## Биография
Окончила Музыкальное училище при Московской консерватории (1944) и Московскую консерваторию (1949), где занималась у Льва Цейтлина.
С 1955 по 1973 преподавала в Московской консерватории в качестве ассистента Юрия Янкелевича. Участвовала в воспитании таких скрипачей, как Владимир Ланцман, Михаил Копельман, Владимир Спиваков, Дмитрий Ситковецкий, Павел Коган. В дальнейшем вела в консерватории свой собственный класс. В 1990 году ей была присуждена должность профессора. Среди её учеников — Миша Рахлевский, Наталья Боярская, Владимир Иванов, Юрий Торчинский, Марина Кесельман, Татьяна Самуил, Марьяна Осипова, Юлия Красько, Иван Почекин, Кирилл Кравцов, Юлия Сахарова (Julia Sakharova) Светлана Макарова.
Заслуженный деятель искусств Российской Федерации.